# Мюнзінген (Берн)
Мюнзінген (нім. Münsingen BE) — місто  в Швейцарії в кантоні Берн, адміністративний округ Берн-Міттельланд.

## Географія
Місто розташоване на відстані близько 13 км на південний схід від Берна.
Мюнзінген має площу 15,8 км², з яких на 21,5% дозволяється будівництво (житлове та будівництво доріг), 61,8% використовуються в сільськогосподарських цілях, 15,7% зайнято лісами, 0,9% не є продуктивними (річки, льодовики або гори).

## Демографія
2019 року в місті мешкало 12 935 осіб (+10% порівняно з 2010 роком), іноземців було 11,8%. Густота населення становила 820 осіб/км².
За віковим діапазоном населення розподілялося таким чином: 19,5% — особи молодші 20 років, 55,6% — особи у віці 20—64 років, 24,9% — особи у віці 65 років та старші. Було 5826 помешкань (у середньому 2,2 особи в помешканні).
Із загальної кількості 6704 працюючих 263 було зайнятих в первинному секторі, 1513 — в обробній промисловості, 4928 — в галузі послуг.